# Veleso
Veleso ist eine Gemeinde in der italienischen Provinz Como in der Region Lombardei.

## Lage und Einwohner
Die Gemeinde Veleso liegt rund 25 Kilometer nordwestlich von der Provinzhauptstadt Como über dem Lago di Como zwischen Nesso und Sormano. Das Gebiet von Veleso erstreckt sich in einer Bergregion des Larianischen Dreiecks (Triangolo Lariano) am Fuße des Monte San Primo. Sie umfasst die Fraktionen Erno und Gorla. Die Gemeinde hat 202 Einwohner (Stand 31. Dezember 2023).
Die Nachbargemeinden sind: Bellagio, Lezzeno, Nesso und Zelbio.

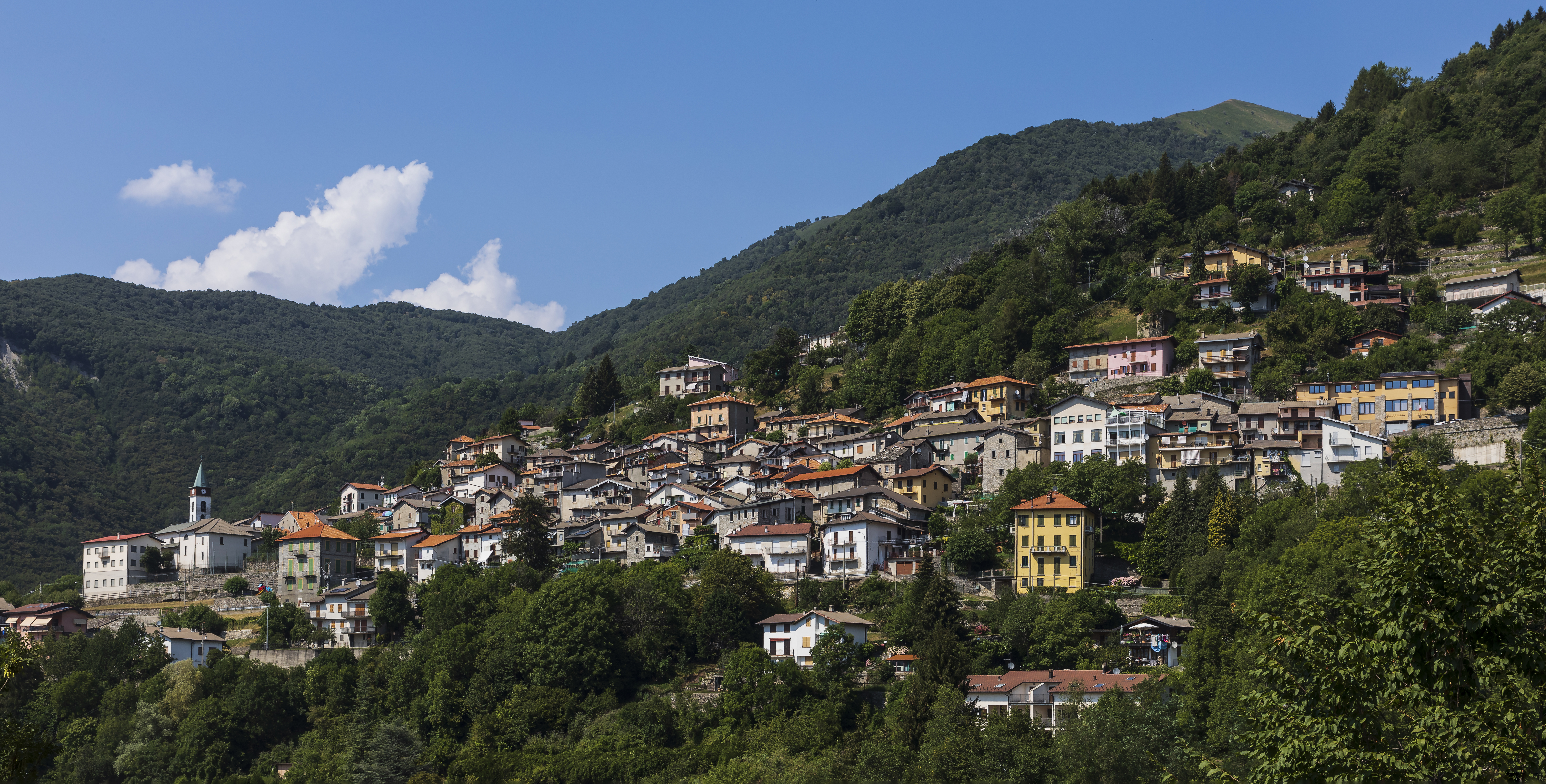
Panorama

## Sehenswürdigkeiten
- Pfarrkirche Sant’Antonio abate (16. Jahrhundert)[2]
- Kirche Sant’Andrea Apostolo (1749)[3]
- Kirche Madonna Addolorata (15. Jahrhundert)[4]